# Braća Čuić
Braća Čuić bila su među glavnim nositeljima rakovičkog ustanka.
Uz Kvaternika, glavni nositelji rakovičkog ustanka bili su: Ante Rakijaš (uz Kvaternika već od 1864.), Vjekoslav Bach (zagrebački student prava i odgovorni urednik pravaškoga glasila Hrvatska), Petar Vrdoljak (glavni ustanički agitator u Rakovici), braća Čuići iz Broćanca i Ante Turkalj. 
Jedan od braće Čuić poginuo je pri pokušaju da se probije do turske granice.[nedostaje izvor]